# Juillet 1834

## Événements
- Lord Auckland  prend Ghaznî .

- 6 juillet, France : Claude Gueux de Victor Hugo est publié dans la Revue de Paris.

- 15 juillet : 
  - Abolition définitive de l’Inquisition en Espagne par la reine Marie-Christine.
  - Fondation de l’université de Kiev.

- 18 juillet, France : démission de Nicolas Jean-de-Dieu Soult. Ministère du maréchal Gérard qui remplace le premier gouvernement Soult.

- 20 juillet, Paris : Juliette Drouet quitte le 35 bis de la rue de l’Échiquier pour le no 4 bis de la rue de Paradis.

- 22 juillet : création par une ordonnance royale du « Gouvernement général des possessions françaises dans le nord de l’Afrique », après une enquête menée en Algérie par une commission composée de pairs, de députés et d’officiers. Le général Drouet d’Erlon est nommé gouverneur général des possessions françaises du nord de l’Afrique.

- 22 juillet - 26 juillet : Juliette Drouet et Victor Hugo font ensemble leur premier voyage Saint-Germain, Triel, Meulan, Rolleboise, Louviers, Évreux, Pacy-sur-Eure, Poissy.

- 27 juillet : le premier Gouverneur général, Drouet d'Erlon, essaie de diriger le pays par l’intermédiaire du bey Ahmed de Constantine et d’Abd el-Kader dans l’ouest (fin le 8 juillet 1835).

- 28 juillet, France : le Saint-Office met Notre-Dame de Paris de Victor Hugo à l'Index.

- 31 juillet, France : ordonnance avançant l’ouverture de la session parlementaire.

## Naissances
- 4 juillet :  Christopher Dresser, architecte britannique.
- 10 juillet : James Whistler, peintre américain.
- 19 juillet :
  - Edgar Degas, peintre français († 27 septembre 1917).
  - Jean-Marie Déguignet, soldat, écrivain breton († 1905).
  - Henri-Charles Oulevay peintre, caricaturiste, dessinateur, graveur français(† 1915).

## Décès
- 12 juillet : David Douglas (né en 1799), botaniste américain.
- 25 juillet : Samuel Taylor Coleridge, poète, critique et philosophe britannique (° 1772).